# Tivoli, København
Tivoli, znani tudi kot Vrtovi Tivoli, so zabaviščni park in vrt užitkov v Københavnu na Danskem. Park so odprli 15. avgusta 1843 in je tretji najstarejši delujoči zabaviščni park na svetu za Dyrehavsbakkenom v bližnjem Klampenborgu na Danskem in Wurstelpraterjem na Dunaju v Avstriji.
S 4,6 milijona obiskovalcev v letu 2016 je Tivoli najbolj obiskan zabaviščni park v Skandinaviji in drugi najbolj priljubljen sezonski zabaviščni park na svetu za Europa-parkom v Rustu, Baden-Württemberg. Tivoli je tudi peti najbolj obiskan zabaviščni park v Evropi, za parkom Disneyland v Parizu, parkom Walt Disney Studios in Eftelingom. Je v središču Københavna, poleg glavne železniške postaje.

## Zgodovina
Zabaviščni park se je najprej imenoval Tivoli & Vauxhall; Tivoli je namigoval na Jardin de Tivoli v Parizu (ki je bil poimenovan po Tivoliju blizu Rima v Italiji) in Vauxhall je namigoval na vrtove Vauxhall v Londonu. Omenjen je v različnih knjigah, kot je Število zvezd Loisa Lowryja, vidno pa je bil uporabljen tudi v znanstvenofantastičnem filmu Reptilicus iz leta 1961.
Ustanovitelj Tivolija Georg Carstensen (r. 1812 – u. 1857) je pridobil petletno listino za ustanovitev Tivolija tako, da je kralju Kristijanu VIII. rekel, da »ko se ljudje zabavajo, ne razmišljajo o politiki«. Monarh je Carstensenu odobril uporabo približno 15 arov (61.000 m²) utrjenega zemljišča zunaj Vesterporta (Zahodna vrata) za letno najemnino. Do leta 1850 je bil Tivoli zunaj mesta, dostopen iz mesta le skozi Vesterport.
Tivoli je od samega začetka vključeval različne zanimivosti: stavbe v eksotičnem slogu domišljijskega Orienta: gledališče, tribune za godbe, restavracije in kavarne, cvetlični vrtovi in mehanske zabaviščne naprave, kot sta vrtiljak in primitivna slikovita železnica. Ko se je zmračilo, so barvne svetilke osvetlile vrtove. Ob določenih večerih je bilo v tivolskem jezeru, ostanku jarka, ki je obkrožal mestne utrdbe, odsevati posebej oblikovan ognjemet.
Skladatelj Hans Christian Lumbye (r. 1810 – u. 1874) je bil glasbeni vodja Tivolija od 1843 do 1872. Lumbyeja so navdihnili dunajski skladatelji valčkov, kot je družina Strauss (Johann Strauss I. in njegovi sinovi), in postal je znan kot »Strauss severa«. Veliko njegovih skladb so navdihnili prav vrtovi, med drugim Pozdrav tivolskim vstopnicam, Pustne radosti in Praznična noč v Tivoliju. Simfonični orkester Tivoli še vedno izvaja številna njegova dela.
Leta 1874 je mesto starejšega manjšega gledališča prevzel Pantomimeteatret (gledališče pantomime) v kitajskem slogu. Občinstvo stoji na prostem, oder pa je znotraj stavbe. Zastor gledališča je mehanski pavji rep. Že od vsega začetka je bilo gledališče dom italijanske pantomime, ki jo je na Danskem uvedel Italijan Giuseppe Casorti. Ta tradicija, odvisna od italijanske Commedia dell'Arte, se je ohranila pri življenju; upodablja like Kasandra (starega očeta), Kolumbine (njegove lepe hčerke), Harlekina (njenega ljubimca) in, predvsem pri najmlajših gledalcih, neumnega služabnika Pierrota. Odsotnost govorjenega dialoga je prednost, saj je Tivoli zdaj mednarodna turistična atrakcija.
V poznem 19. in začetku 20. stoletja je Tivoli gostil tudi človeške razstave.
Leta 1943 so nacistični simpatizerji do tal požgali številne stavbe v Tivoliju, vključno s koncertno dvorano. Na njihovem mestu so bile zgrajene začasne stavbe in park je po nekaj tednih spet deloval.
Tivoli se vedno razvija, ne da bi opustil svoj prvotni čar ali tradicijo. Georg Carstensen je leta 1844 dejal: »Tivoli tako rekoč ne bo nikoli dokončan«, to mnenje je odmevalo le nekaj več kot stoletje pozneje, ko je Walt Disney o svojem tematskem parku, ki ga je navdihnil Tivoli, dejal: »Disneyland ne bo nikoli dokončan. Nadaljeval bo rasti, dokler je na svetu še domišljije«.
V islandščini, danščini, norveščini in švedščini je beseda tivoli postala sinonim za vsak zabaviščni park.

## Vožnje
Park je najbolj znan po lesenem toboganu Rutschebanen ali kot ga nekateri imenujejo Bjergbanen (Gorski tobogan), zgrajenem leta 1914. Je eden najstarejših lesenih toboganov na svetu, ki deluje še danes. Voznik z zaviranjem nadzoruje vožnjo, da med spuščanjem po klancih ne pridobiva prevelike hitrosti. To je ACE Coaster Classic.
Drugi tobogan, Demon (Dæmonen), ima Immelmannovo zanko, navpično zanko in ničelno vrtenje v času vožnje le ene minute in šestinštirideset sekund. Stari tobogan Kača (Slangen) je bil odstranjen, da je bilo dovolj prostora za Demona. Leta 2017 so vrtovi Tivoli vožnji dodali neobvezno izkušnjo virtualne resničnosti, ki simulira let skozi starodavno Kitajsko, skupaj s srečanji z zmaji in demoni. Demon je poleg koncertne dvorane.
Znana gugalnica The Star Flyer je bila odprta v Tivoliju leta 2006. Visoka je 80 metrov, zgradilo jo je avstralsko podjetje Funtime s sedežem v Avstriji in ponuja panoramski pogled na mesto.
1. maja 2009 so v vrtovih Tivoli odprli novo vožnjo Vertigo, krožno vožnjo z letalom, kjer voznik pilotira in lahko nadzoruje letalo. Ta vožnja je imela izjemno nizko zmogljivost in je utrpela precejšnje zastoje. Vožnja je bila odstranjena leta 2021.
Letalska dirka Zamperla Air Race, Aquila, je bila odprta 11. aprila 2013. Je ogromna gugalnica in vrtavka s centrifugalno močjo do 4 g, poimenovana po ozvezdju Orla.
Najnovejši atrakciji sta Fatamorgana in Tik Tak. Fatamorgana je bila odprta leta 2016. To je prvi Condor 2GH na svetu, ki ponuja dva ločena sedeža, eno blažjo različico z dvosedežnimi gondolami in vznemirljivo različico, v kateri se vozniki z visoko hitrostjo premikajo naokoli, medtem ko sedijo v obroču in so obrnjeni stran iz centra.
Tik Tak je bil odprt leta 2018 in je prva stalna namestitev Mondial Shake R5. Ta model je nekoliko manj agresiven od potujočega modela in ima spektakularno temo.

### Vlakec smrti
| Ime                               | Tip             | Odprt leta | izdelal              | Dodatne informacije |
| --------------------------------- | --------------- | ---------- | -------------------- | --- |
| Kamelja pot (Kamelen)             | Steel sit down  | 2019       | Zierer               | Doseže hitrost 26 km/h (16 mph) na 60,2 m dolgi progi in višini 3,3 m; starostna omejitev 2 leti. Mali model Tivoli, vlak 2x6. To je nadomestilo Caravanen, ki je deloval od leta 1974 do 2018. Kamelja pot sledi isti postavitvi, vendar z novo progo in novim vlakom.                                     |
| Demon (Dæmonen)                   | Steel floorless | 2004       | Bolliger & Mabillard | Doseže hitrost 77,2 km/h (48,0 mph) na 564 m dolgi stezi in višini 28 m s 3 inverzijami (loop, Immelmann, zero g-roll); višinska omejitev 1,32 m. Podstavek po meri brez tal, vlak 4x6. Vožnja je delovala z virtualno resničnostjo od leta 2017 do 2020 (verjetno zaradi COVID-19 iz higienskih razlogov). |
| Ekspres Mlečna cesta (Mælkevejen) | Powered         | 2019       | Mack Rides           | Doseže hitrost 36 km/h (22 mph) na 312 m dolgi stezi; starostna omejitev 2 leti. Podstavek s pogonom po meri. Nadomestil je Odinexpressen, ki se je zaprl leta 2018, da bi ga lahko zgradili na njegovem mestu, z nekoliko daljšo postavitvijo, vendar znatno zmanjšano hitrostjo.                          |
| Roller Coaster (Rutschebanen)     | Wooden sit down | 1914       | Valdemar Lebech      | Ta klasični vlakec doseže hitrost 50 km/h (31 mph) na 720 m dolgi stezi in višini 12 m. Tematsko okoli gore, vlak 2x12. |

### Druge vožnje
- Aquila – velikanska gugalnica in vrtavka, ki so jo odprli leta 2013; s centrifugalno močjo do 4 g; višinska omejitev 1,2 m.
- The Bumper Cars – klasični odbijači iz leta 1926.
- Fatamorgana – 43 m visok hibrid Condor ride, ki je bil odprt leta 2016. Huss.
- Balonska gugalnica (Ballongyngen) – panoramsko kolo, ki so ga odprli med drugo svetovno vojno leta 1943.
- Leteči kovček (Den Flyvende Kuffert) – 7-minutni H.C. Temna vožnja po Andersenovem navdihu, ki so jo odprli leta 1993 in prenovili leta 2010. Mack Rides.
- The Galley Ships – krožni čolni, ki so bili odprti leta 1937.
- Golden Tower – stolp Turbo Drop, ki je bil odprt leta 1999; višina 63 m. S&S po vsem svetu.
- Rudnik (Minen) – temačna vožnja z ladjo, ki je bila odprta leta 2003; ta 200 metrov dolga vožnja na temo rudnikov ima 2 m padca. Mack Rides.
- Monsun (Monsunen) – velikanska gugalnica, vožnja s čarobno preprogo, ki so jo odprli leta 2001; višinska omejitev 1,4 m. Zierer.
- Skyship (Himmelskibet) – 80 m visok nebesni vlak, ki je bil odprt leta 2006; višinska omejitev 1,2 m. Zabava.
- Swing Carousel – gugalnica, ki se uporablja za noč čarovnic in božič.
- Tik Tak [11] – Spinner ride, ki je bil odprt poleti 2018; Obiskovalci so "vrženi skozi čas in prostor", vrtijo se navpično in vodoravno z veliko hitrostjo, medtem ko so izpostavljeni silam, ki se približujejo 4G. Mondial (Shake R5)

In druge.

## Uprizoritvene umetnosti
Vrtovi Tivoli poleg voženj služijo tudi kot prizorišče različnih uprizoritvenih umetnosti in kot aktiven del kulturne scene v Kopenhagnu.

### Koncertna dvorana Tivoli
Koncertna dvorana Tivoli je klasična koncertna dvorana, v kateri se odvijajo koncerti nekaterih največjih imen mednarodne klasične glasbe.

### Gledališče pantomime
Gledališče pantomime je gledališče na prostem, ki ga je zasnoval Vilhelm Dahlerup, znan tudi po oblikovanju Kraljevega danskega gledališča. To je igrači podoben historicist, zgrajen v kitajskem slogu in znan po mehanski sprednji zavesi, ki jo upravlja pet moških in se razprostira kot pavji rep. Kot pove že ime, gre predvsem za sceno za gledališče pantomime v klasični italijanski tradiciji commedia dell'arte, ki se izvaja vsak dan z živim orkestrom. Poleg te prvotne funkcije ima gledališče drugo življenje kot prizorišče baleta in sodobnega plesa, ki izvaja dela koreografov, kot so August Bournonville, Dinna Bjørn, Louise Midjord in Paul James Rooney.

### Tivolska mladinska garda
Tivolska mladinska garda je formacija fantov in deklet, starih od 8 do 16 let, oblečenih v uniforme, ki spominjajo na uniforme kraljeve danske garde, skupaj z medvedjimi kožami. Ustanovljen je bil leta 1844 in prireja koncerte, parade, ob posebnih priložnostih straži pred zgradbami in spomeniki vrta ter predstavlja vrtove na različnih prireditvah. Sestavljajo ga bobnarski korpus, vojaški orkester in vod častne straže.

### Pop in jazz glasba
V toplejših poletnih mesecih se v Tivoliju odvija tudi glasbena serija Fredagsrock (petkov rock), v kateri so v preteklosti nastopili Roxette, Smashing Pumpkins, Sting, Beach Boys, Pet Shop Boys, Kanye West in 5 Seconds of Summer, in tudi priljubljene danske skupine, kot so TV-2, Nephew, Hanne Boel, Raveonettes in Thomas Helmig.
Med Københavnskim jazz festivalom so vrtovi Tivoli eden od mnogih krajev v Københavnu, ki služijo kot prizorišča za koncerte.

## Galerija
- H. C. Andersena grad
- Pogled na osvetljene vrtove v decembrski noči
- Jezersko drevo vrtov Tivoli
- Parada Mladinske garde Tivoligarden
- Vaffelbageriet v Tivoliju ponoči
- Kitajski stolp ponoči
- Kitajski stolp Tivoli Gardens in jezero za čolnarjenje
- Gledališče pantomime
- Pogled na park Tivoli iz ptičje perspektive leta 2015
- Steklena dvorana
- Mavrska palača Tivoli, hotel in restavracija Nimb
- Fotografija iz zraka, posneta z balona Eduarda Spelterinija 22. junija 1922
- Vrtiljak v Tivoliju